# Arxiu de la Catedral de València
L'Arxiu de la Catedral de València és un arxiu eclesiàstic encarregat de la conservació i divulgació dels documents generats per la catedral de València.
Des del 2008 el seu arxiver és Vicent Pons Alós.

## Història
Va després de l'erecció del capítol de la catedral el 1238 per Jaume I. Fins al segle xviii va estar situat al costat de l'antiga sala capitular de la catedral, que actualment correspon a la capella del Sant Calze. Posteriorment va ser traslladat i en l'actualitat es troba en dues plantes sobre la sagristia major i l'aula capitular nova. Es distribueix en quatre sales a la primera planta i quatre a la segona, a la qual s'hi va instal·lar una sala de lectura amb estanteries, fitxers i taules metàl·liques.
El 1893 el canonge i historiador Roc Chabàs va començar a ordenar l'arxiu i en va ser nomenat arxiver el 1898. Va catalogar la col·lecció diplomàtica i la documentació en paper, i va elaborar un índex onomàstic i de matèries del fons molt útil. El mateix Chabàs va ser l'encarregat del disseny dels mobles, encara avui conservats, on es van col·locar els pergamins i fitxes descriptives.
Durant la guerra civil, després dels diversos assalts i incendis que va patir la catedral, l'arxiu va ser traslladat al Col·legi del Patriarca i posat sota custòdia de la Universitat de València per la Junta de protecció del tresor artístic per evitar-ne la destrucció. Es va salvar pràcticament tot, tret d'uns 700 lligalls. L'any 1940 l'arxiu va tornar a la seu catedralícia.

## Fons
L'arxiu té un fons ric i ben conservat, amb un total de 6.000 caixes de documentació en paper. El fons documental Inclou una nombrosa col·lecció diplomàtica formada per prop de 9.600 pergamins, format per butlles pontifícies, diplomes reials, entre d'altres; un complet fons notarial format per 814 volums de protocols que abasten una cronologia de 1352 a 1839. A més, té un interessant fons musical format per partitures corals de la capella de cantors de la catedral, documentada a final de segle xiv, amb obres de diversos organistes com Joan Ginés i Pérez, Joan Baptista Comes, Joan Baptista Cabanilles, entre d'altres, i uns 150 cantorals.
A banda del fons documental, l'arxiu també conserva la biblioteca catedralícia, amb uns 2.500 llibres impresos, dels quals uns 100 són incunables i obres rares impreses al segle xvi, a més d'una col·lecció d'uns 400 còdexs. Compta també amb una biblioteca auxiliar amb uns 10.000 volums, dels quals 700 són anteriors a l'any 1800.
L'arxiu porta alguns anys digitalitzant els seus fons amb la col·laboració de la Universitat de València, donant prioritat als documents que es troben en un pitjor estat de conservació, a més d'automatitzar la informació en bases de dades per evitar la manipulació del document original.